# Baldriga galida
Baldriga galida är en insektsart som beskrevs av Blocker 1982. Baldriga galida ingår i släktet Baldriga och familjen dvärgstritar. Inga underarter finns listade i Catalogue of Life.